# 矢地祐介
矢地 祐介（やち ゆうすけ、1990年5月13日 - ）は、日本の男性総合格闘家。東京都文京区出身。専修大学法学部卒業。フリー。元修斗環太平洋フェザー級王者。元PXCフェザー級王者。

## 来歴
小、中学生時代は野球をやっていた。中学の野球部を引退した後、キックボクシングの伊原道場に入門するも1、2か月で退会。その後、KILLER BEE（のちのKRAZY BEE）に入門した。
2008年、全日本アマチュア修斗選手権ライト級（-65 kg）で優勝。
2012年11月11日、修斗環太平洋ライト級王座決定戦で美木航と対戦し、判定勝ちを収め王座獲得に成功した。
2013年3月16日、修斗環太平洋ライト級タイトルマッチで挑戦者の星野勇二と対戦し、判定勝ちを収め初防衛に成功した。
2013年10月5日、VTJ 3rdでリオン武と対戦し、判定勝ち。
2015年3月13日、PXC 47のフェザー級タイトルマッチで王者のキム・ジャンヨンに挑戦し、スタンドパンチ連打でTKO勝ちを収め、王座獲得に成功した。
2015年12月4日、PXC 50のフェザー級タイトルマッチで挑戦者のアレクサンダー・ヴォルカノフスキーと対戦し、4Rに三角絞めで一本負けを喫し王座から陥落した。
2016年4月24日、PANCRASE 277でクレベル・コイケと対戦し、3Rリアネイキドチョークで一本負け。ヴォルカノフスキー戦やクレベル戦では減量苦から危険な状態のまま試合をしていたため、この試合をきっかけにライト級に転向した。

### RIZIN
2016年12月29日、RIZIN FIGHTING WORLD GRAND-PRIX 2016 無差別級トーナメント 2nd ROUNDでマリオ・シスムンドと対戦し、試合開始と同時に打撃のラッシュを浴びせ、左の飛び膝蹴りをボディに当てて1Rわずか19秒でKO勝ち。
2017年4月16日、RIZIN 2017 in YOKOHAMA -SAKURA-でダロン・クルックシャンクと対戦し、右フックでKO勝ち。
2017年7月30日、RIZIN FIGHTING WORLD GRAND-PRIX 2017 1st ROUND -夏の陣-で北岡悟と対戦し、スタンドパンチ連打でTKO勝ち。
2017年12月31日、RIZIN FIGHTING WORLD GRAND-PRIX 2017 Final ROUNDで五味隆典と対戦。右フックでダウンを奪われたものの、三角絞めで一本勝ち。
2018年5月6日、RIZIN.10でディエゴ・ヌネスと対戦し、2-1の判定勝ち。
2018年8月12日、RIZIN.12のメインイベントでルイス・グスタボと対戦し、右フックでKO負け。RIZIN初黒星を喫した。
2018年12月31日、RIZIN.14でジョニー・ケースと対戦し、まぶたをカットして出血したことでドクターストップとなりTKO負け。
2019年7月28日、RIZIN.17で朝倉未来と対戦し、3-0の判定負け。試合前の2人の煽り合いなども大きな話題を呼んだ試合となった。
2019年12月29日、BELLATOR JAPAN内のRIZIN提供試合で元DEEPフェザー級王者の上迫博仁と対戦し、右フックでダウンを奪いサッカーボールキックで3RKO勝ち。連敗を脱する。
2020年8月9日、RIZIN.22でホベルト・サトシ・ソウザと対戦。サトシにタックルに入られた後マウントポジションを奪われ、パウンドを連打されてTKO負けを喫した。
2020年9月27日、RIZIN.24で大原樹理と対戦。ダウンを奪うシーンも見られたが1Rと3Rにパウンドを受け流血する劣勢な展開も見られたことから、1-2の判定負けを喫した。
2021年6月27日、RIZIN.29で修斗世界ライト級王者の川名TENCHO雄生と対戦し、2Rにハイキックでダウンを奪い、3-0の判定勝ちを収めた。
2021年9月19日、RIZIN.30でDEEPライト級王者の武田光司と対戦し、3-0の判定勝ちを収めた。
2021年12月31日、RIZIN.33のRIZINライト級タイトルマッチで王者ホベルト・サトシ・ソウザと再戦するも、2Rに腕ひしぎ三角固めで一本負けを喫し、王座獲得に失敗した。
2022年4月16日、RIZIN TRIGGER 3rdでルイス・グスタボと約3年8ヶ月振りに再戦するも、2Rに右フックを浴びてダウンした後、パウンドによるTKO負けを喫した。
2022年10月23日、RIZIN.39で元EFC王者のボイド・アレンと対戦し、終始サイドポジションを維持して相手を押さえ込み続け、3-0の判定勝ちを収めた。
2022年12月28日、INOKI BOM-BA-YE × 巌流島 in 両国において、MIXルール（1R：3分間のキックルール、2R：5分間のMMAルール、判定決着無し）で木村ミノルと対戦するも、1Rのキックルール内に左フックによるKO負けを喫した。だが、木村がのちにRIZINで試合をした際にRIZINの行っているWADA基準のドーピング検査で陽性となり失格。その記者会見で木村が矢地戦でも禁止薬物を使用していたことを認めたため、巌流島事務局は実行委員会での協議をした結果、2023年9月6日に無効試合することを決定した。
2023年6月24日、RIZIN.43でザック・ゼインと対戦し、1Rリアネイキドチョークで一本勝ちを収めた。
2024年2月24日、RIZIN LANDMARK 8で白川陸斗と対戦し、2R終了時にリアネイキッドチョークで一本勝ち。当初はキム・ギョンピョと対戦予定だったが、ギョンピョの練習中の怪我により代役出場した白川陸斗と対戦となった。
2024年9月29日、RIZIN.48でボクシング高校6冠の宇佐美正パトリックと対戦し、2R以降に優勢となり0-3の判定勝ちを収めた。
2024年12月31日、RIZIN10度目の大晦日記念大会RIZIN DECADEで桜庭大世と対戦し、左フックでダウンを奪われると追撃のパウンドでTKO負けを喫した。

## 人物
- 矢地祐介の練習風景・過去語り・矢地の人物像・所属ジムKRAZY BEEの紹介など、『RIZIN CONFESSIONS』（2018）[映像 1]

## 戦績
| 総合格闘技 戦績 | 総合格闘技 戦績 | 総合格闘技 戦績 | 総合格闘技 戦績 | 総合格闘技 戦績 | 総合格闘技 戦績 | 総合格闘技 戦績 |
| --------------- | --------------- | --------------- | --------------- | --------------- | --------------- | --------------- |
| 42 試合         | (T)KO           | 一本            | 判定            | その他          | 引き分け        | 無効試合        |
| 27 勝           | 6               | 4               | 17              | 0               | 0               | 0               |
| 15 敗           | 6               | 4               | 4               | 1               | 0               | 0               |

| 勝敗 | 対戦相手                           | 試合結果                                        | 大会名                                                                       | 開催年月日     |
|      | 芳賀ビラル海                       | 試合前                                          | RIZIN.51                                                                     | 2025年9月28日  |
| ×    | 桜庭大世                           | 1R 0:26 TKO（左フック→パウンド）                | RIZIN.49                                                                     | 2024年12月31日 |
| ○    | 宇佐美正パトリック                 | 5分3R終了 判定3-0                               | RIZIN.48                                                                     | 2024年9月29日  |
| ×    | マンスール・ベルナウイ             | 1R 4:08 ブラボーチョーク                        | Bellator Champions Series 2: Mix vs. Magomedov 2                             | 2024年5月17日  |
| ○    | 白川陸斗                           | 2R 5:00 リアネイキッドチョーク                  | RIZIN LANDMARK 8                                                             | 2024年2月24日  |
| ○    | ザック・ゼイン                     | 1R 2:50 リアネイキッドチョーク                  | RIZIN.43                                                                     | 2023年6月24日  |
| ○    | ボイド・アレン                     | 5分3R終了 判定3-0                               | RIZIN.39                                                                     | 2022年10月23日 |
| ×    | ルイス・グスタボ                   | 2R 3:14 TKO（右フック→パウンド）                | RIZIN TRIGGER 3rd                                                            | 2022年4月16日  |
| ×    | ホベルト・サトシ・ソウザ           | 2R 3:30 腕ひしぎ三角固め                        | RIZIN.33 【RIZINライト級タイトルマッチ】                                     | 2021年12月31日 |
| ○    | 武田光司                           | 5分3R終了 判定3-0                               | RIZIN.30                                                                     | 2021年9月19日  |
| ○    | 川名TENCHO雄生                     | 5分3R終了 判定3-0                               | RIZIN.29                                                                     | 2021年6月27日  |
| ×    | 大原樹理                           | 5分3R終了 判定1-2                               | RIZIN.24                                                                     | 2020年9月27日  |
| ×    | ホベルト・サトシ・ソウザ           | 1R 1:52 TKO（パウンド）                         | RIZIN.22 - STARTING OVER -                                                   | 2020年8月9日   |
| ○    | 上迫博仁                           | 3R 4:33 TKO（サッカーボールキック）             | BELLATOR JAPAN                                                               | 2019年12月29日 |
| ×    | 朝倉未来                           | 5分3R終了 判定0-3                               | RIZIN.17                                                                     | 2019年7月28日  |
| ×    | ジョニー・ケース                   | 2R 4:47 TKO（ドクターストップ：カットでの出血） | RIZIN.14                                                                     | 2018年12月31日 |
| ×    | ルイス・グスタボ                   | 2R 2:32 KO（右フック）                          | RIZIN.12                                                                     | 2018年8月12日  |
| ○    | ディエゴ・ヌネス                   | 5分3R終了 判定2-1                               | RIZIN.10                                                                     | 2018年5月6日   |
| ○    | 五味隆典                           | 1R 2:36 三角絞め                                | RIZIN FIGHTING WORLD GRAND-PRIX 2017 Final ROUND                             | 2017年12月31日 |
| ○    | 北岡悟                             | 2R 4:48 TKO（スタンドパンチ連打）               | RIZIN FIGHTING WORLD GRAND-PRIX 2017 1st ROUND -夏の陣-                      | 2017年7月30日  |
| ○    | ダロン・クルックシャンク           | 1R 5:12 KO（右フック）                          | RIZIN 2017 in YOKOHAMA -SAKURA-                                              | 2017年4月16日  |
| ○    | マリオ・シスムンド                 | 1R 0:19 KO（左跳び膝蹴り→パウンド）             | RIZIN FIGHTING WORLD GRAND-PRIX 2016 無差別級トーナメント 2nd ROUND          | 2016年12月29日 |
| ○    | 山﨑悠輝                           | 5分3R終了 判定2-1                               | PANCRASE 280                                                                 | 2016年9月11日  |
| ×    | クレベル・コイケ                   | 3R 0:37 リアネイキッドチョーク                  | PANCRASE 277                                                                 | 2016年4月24日  |
| ○    | ロドルフォ・ルビオ                 | 5分3R終了 判定3-0                               | PANCRASE 275                                                                 | 2016年1月31日  |
| ×    | アレクサンダー・ヴォルカノフスキー | 4R 3:43 三角絞め                                | PXC 50 【PXCフェザー級タイトルマッチ】                                       | 2015年12月4日  |
| ○    | キム・ジャンヨン                   | 3R 1:43 TKO（スタンドパンチ連打）               | PXC 47 【PXCフェザー級タイトルマッチ】                                       | 2015年3月13日  |
| ○    | ライアン・マルヴィヒル             | 5分3R終了 判定3-0                               | PXC 44                                                                       | 2014年6月28日  |
| ○    | カイル・レジェス                   | 5分3R終了 判定3-0                               | PXC 42                                                                       | 2014年2月28日  |
| ○    | リオン武                           | 5分3R終了 判定3-0                               | VTJ 3rd                                                                      | 2013年10月5日  |
| ×    | トビー・ミセッチ                   | 2R 1:18 KO（左ストレート）                      | PXC 38                                                                       | 2013年8月9日   |
| ○    | 星野勇二                           | 5分3R終了 判定3-0                               | 修斗 2013年第2戦 【修斗環太平洋ライト級チャンピオンシップ】                  | 2013年3月16日  |
| ○    | 美木航                             | 5分3R終了 判定3-0                               | 修斗 【修斗環太平洋ライト級チャンピオン決定戦】                              | 2012年11月11日 |
| ○    | 田村彰敏                           | 5分3R終了 判定3-0                               | 修斗                                                                         | 2012年7月16日  |
| ○    | 大澤茂樹                           | 5分3R終了 判定3-0                               | 修斗                                                                         | 2012年3月10日  |
| ○    | ジャングル伊藤                     | 5分2R終了 判定3-0                               | 修斗 THE ROOKIE TOURNAMENT 2011 FINAL                                        | 2011年12月18日 |
| ×    | ガイ・デルモ                       | 5分2R終了 判定0-3                               | 修斗 SHOOTO GIG TOKYO Vol.6                                                  | 2011年5月18日  |
| ×    | 門脇英基                           | 5分2R終了 判定0-3                               | 修斗 THE ROOKIE TOURNAMENT 10 FINAL                                          | 2010年12月18日 |
| ○    | キム・ジンヒョン                   | 5分2R終了 判定3-0                               | 修斗 The Way of SHOOTO 05                                                    | 2010年9月23日  |
| ×    | 戸井田カツヤ                       | 1R 3:45 反則（蹴り上げ）                        | 修斗 The Way of SHOOTO 02                                                    | 2010年3月22日  |
| ○    | ジャックナイフツネオ               | 2R 2:21 チキンウィングアームロック              | 修斗 THE ROOKIE TOURNAMENT 09 FINAL 【新人王決定トーナメント ライト級 決勝】 | 2009年12月13日 |
| ○    | 小林ミツル                         | 1R 1:21 KO（ハイキック→パウンド）               | 修斗 REVOLUTIONARY EXCHANGES 2 【新人王決定トーナメント ライト級 準決勝】    | 2009年9月22日  |
| ○    | 丸井憲一郎                         | 5分2R終了 判定2-0                               | 修斗 SHOOTING DISCO 8 【新人王決定トーナメント ライト級 1回戦】              | 2009年4月10日  |

### ミックスルール
| 勝敗 | 対戦相手   | 試合結果                                   | 大会名                           | 開催年月日     |
| -    | 木村ミノル | 無効試合（木村による他団体の薬物検査失格） | INOKI BOM-BA-YE × 巌流島 in 両国 | 2022年12月28日 |

## 獲得タイトル
- 関東アマチュア修斗選手権 ライト級 3位（2008年）
- 第15回全日本アマチュア修斗選手権 ライト級 優勝（2008年）
- 修斗ライト級新人王（2009年）
- 第5代修斗環太平洋ライト級王座（2013年）
- 第3代PXCフェザー級王座（2015年）[25]

## 表彰
- 修斗 新人王MVP（2009年）